# Oldendorf (Halle)
Oldendorf ist ein Ortsteil der Stadt Halle (Westf.) im Kreis Gütersloh, Nordrhein-Westfalen.

## Geschichte
Bis zur Franzosenzeit war Oldendorf eine Bauerschaft in der Vogtei Halle im Amt Ravensberg der Grafschaft Ravensberg. Von 1807 bis 1810 gehörte Oldendorf zum Kanton Halle des Königreichs Westphalen und von 1811 bis 1813 zum Kanton Werther im französischen Département der oberen Ems. 1816 kam die Gemeinde Oldendorf zum Kreis Halle der preußischen Provinz Westfalen, in dem sie zum Amt Halle gehörte.
Am 1. Oktober 1938 wurde Oldendorf bei Halle (so der amtliche Name zur Unterscheidung von Oldendorf bei Borgholzhausen) in die Stadt Halle (Westf.) eingegliedert. Am 1. Januar 1973 wurde Oldendorf als Teil der Stadt Halle (Westf.) dem Kreis Gütersloh angeschlossen.

## Söhne und Töchter des Stadtteils
- Heinrich Wellenbrink (1896–1974), Bürgermeister von Uetersen 1930–1933
- Heinrich Strakerjahn (1856–1943), Gründer des Verbands der Hilfsschulen Deutschlands